# Tranvia Novara-Biandrate
La tranvia Novara-Biandrate, naturale complemento della coeva Vercelli-Biandrate-Fara, era parte di un esteso insieme di linee gestito dalla Società Ferrovie del Ticino.
Inaugurato nel 1884, la trazione a vapore non consentì di mantenere tale servizio concorrenziale rispetto al nascente trasporto su gomma: necessitando di ingenti finanziamenti di rinnovo di materiale e impianti, lo stesso venne dismesso nel 1934.

## Storia
L'avvio del servizio Novara-Biandrate risale al 16 febbraio 1884, ad opera della Società Ferrovie del Ticino, con sede a Novara, che stava realizzando un'estesa rete di ferrovie e tranvie nella zona: già il successivo 6 maggio la stessa venne collegata a Biandrate con la nuova linea Vercelli-Biandrate-Fara.
La strategicità della relazione era confermata dal fatto che essa risultasse fra le linee impiegate regolarmente per l'inoltro della corrispondenza.
A un primo periodo di espansione dei traffici fece seguito la crisi per la società esercente, penalizzata dalla congiuntura economica degli anni venti e da un clima politico non favorevole alla presenza di capitali stranieri in questo tipo di attività. Non ritenendosi conveniente il necessario rinnovo degli impianti, la linea venne definitivamente chiusa il 30 novembre 1934.

## Caratteristiche
|  | Unknown route-map component "uexSTR+l" | Unknown route-map component "uexCONTfq" |

| Unknown route-map component "uexBHF" |

| Unknown route-map component "uexCONTgq" | Unknown route-map component "uexABZgr" |  |

| Unknown route-map component "uexHST" |

| Unknown route-map component "uexBHF" |

| Unknown route-map component "uexHST" |

| Unknown route-map component "uexWBRÜCKE1" |

| Unknown route-map component "CONTgq" | Unknown route-map component "uxmKRZ" | Unknown route-map component "CONTfq" |

| Unknown route-map component "uexBHF" |

| Unused urban continuation forward |

La tranvia misurava complessivamente 11,8 km. Armata con un binario dallo scartamento ordinario di 1445 mm, la stessa presentava una pendenza contenuta nel 20 per mille, con raggi minimi di curvatura pari a 40 metri.

### Percorso
Il binario della tranvia seguiva il percorso della strada provinciale 11. Lasciato il centro di Novara (il capolinea si trovava al Rondò di San Martino) e incrociata la ferrovia Torino-Milano dopo aver percorso la via Pietro Micca, si attraversava l'Agogna ed erano servite in successione le località di San Giuseppe, San Pietro Mosezzo e Zottico per giungere infine alla stazione di Biandrate.

## Materiale rotabile
Per il servizio sulle proprie linee sociali del Vercellese e Novarese le SFT disponevano di diversi gruppi di locomotive tranviarie a vapore a due assi; per la Novara-Biandrate in particolare, Charpillon e Provasi, concessionari della linea, ordinarono un consistente ordinativo di locomotive, comune alle linee Novara-Vigevano-Ottobiano e Mortara-Ottobiano-Pieve del Cairo, costituito da diciannove unità realizzate dalla belga Société Energie nel 1882 e classificate dalla SFT nel gruppo 61-79; si trattava di locomotive a due assi da 2,3 t omologate per la velocità massima di 30 km/h. Ad esse fecero seguito due unità St. Léonard del 1909 numerate 81-82, dal peso di 2,4 t e atte ai 40 km/h.